# 杜納耶茨 (利維夫州)
49°17′46″N 24°11′16″E / 49.29611°N 24.18778°E
杜納耶茨（羅馬化：Dunaiets）是烏克蘭西部的村莊，隸屬利維夫州的斯特雷區。該村面積1.35平方公里，海拔高度254米，2001年人口10，人口密度每平方公里7.39人。